# (612911) 2004 XR190
2004 XR190 — обособленный транснептуновый объект, являющийся кандидатом в карликовые планеты и расположенный в рассеянном диске.
Астрономы во главе с Линн Джонс из университета Британской Колумбии открыли его в рамках канадско-французской программы CFEPS) с использованием телескопа на Гавайях (CFHT). Открывшая команда дала объекту временное прозвище «Баффи» (в честь истребительницы вампиров Баффи из кинотелесериалов — по словам первооткрывательницы Линн Эллен-Джонс, объект может убить существующую теорию происхождения Солнечной системы, как Баффи — вампиров) и официально предложила это название МАС.

## Орбита
Обособленный транснептуновый объект 2004 XR190 является довольно необычным по двум причинам. Наклон его орбиты составляет 47 градусов — с таким наклоном орбиты объект движется вокруг Солнца, путешествуя «вверх и вниз», а не «слева направо», если смотреть с ребра, вдоль эклиптики. Во-вторых, объект имеет необычайно близкую к круговой орбиту для объекта рассеянного диска. Хотя была выдвинута гипотеза, что объекты рассеянного диска были выброшены на свои текущие орбиты из-за гравитационного воздействия Нептуна, со значительным расстоянием перигелия (объекты рассеянного диска, как правило, имеют большой эксцентриситет орбиты и перигелий на расстоянии менее 38 а. е.), однако трудно согласовать все эти конфигурации движений с законами небесной механики. Это привело к некоторой неопределённости в существующих теоретических представлениях о внешней части Солнечной системы. Теории включают близкое прохождение звёзд, захват планет или планетоидов из других систем и резонансное воздействие внешней миграции Нептуна. Механизм Лидова-Козаи способен изменить эксцентриситет и увеличить наклонение орбиты.

### Одиннадцатый в списке по удалённости
2004 XR190 прошёл афелий примерно в 1901 году. Он расположен в зоне долгопериодических комет и далёких зондов. По данным на 2009 год являлся 11-м (58,0 а. е.) в списке самых далёких крупных объектов в Солнечной системе после Эриды и Дисномии (96,7 а. е.), Седны (87,6 а. е.), 2007 OR10 (86,0 а. е.), 2006 QH181 (82,1 а. е.), 2006 AO101 (63,9 а. е.), 2004 UT10 (61,1 а. е.), 2007 TB418 (59,4 а. е.), 1999 DP8 (59,2 а. е.) и 2003 QX113 (59,2 а. е.). Позже были обнаружены более далёкие Чиминигагуа (80 а. е.), 2012 VP113 (83 а. е.) и V774104 (103 а. е.).

## Размер
Объект, по оценкам, имеет диаметр примерно 500 км (это примерно четверть диаметра Плутона) и орбиту от 51 до 64 а. е. (7,7 и 9,5 млрд км) от Солнца.